# Вайсколльм

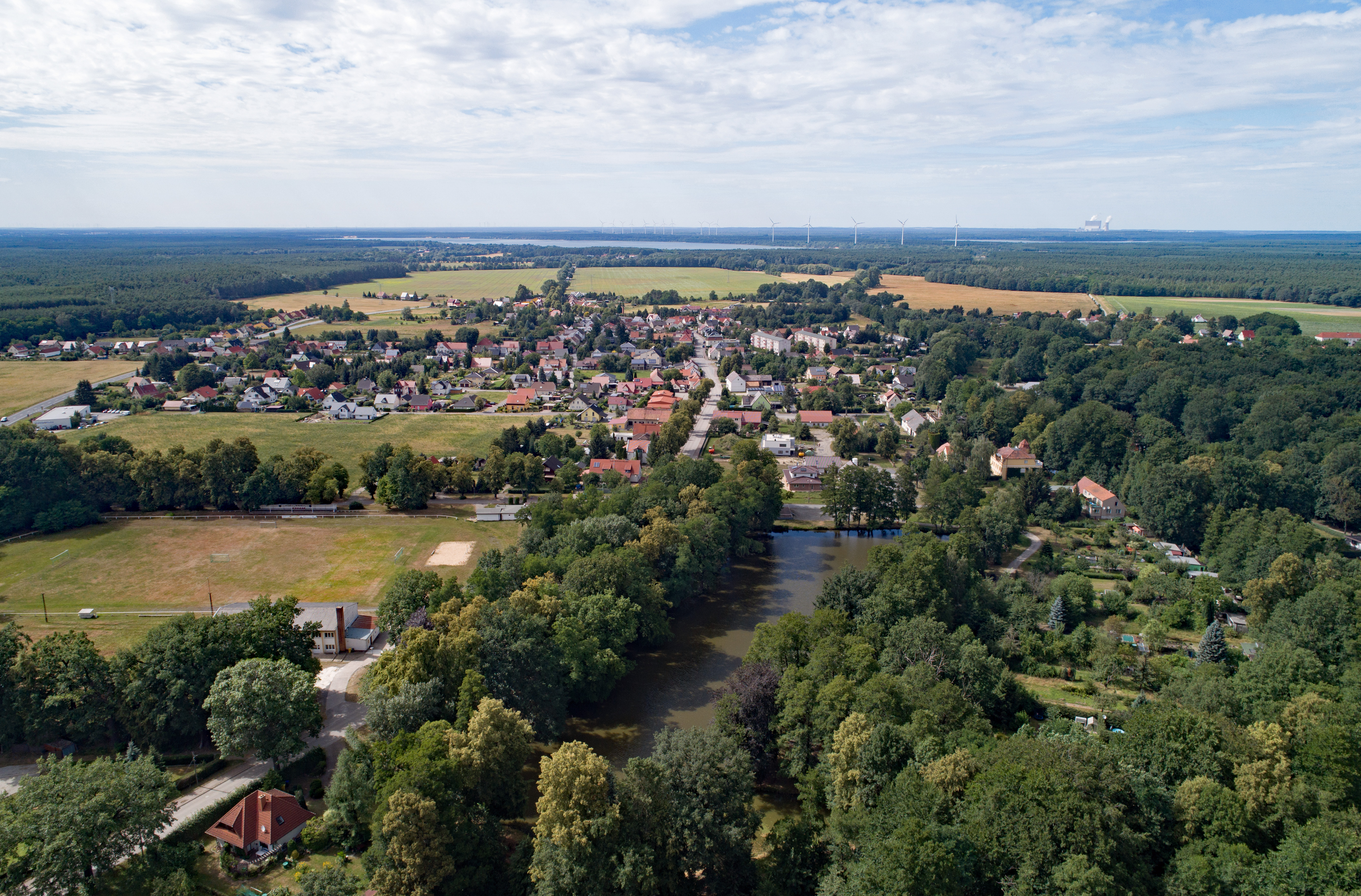

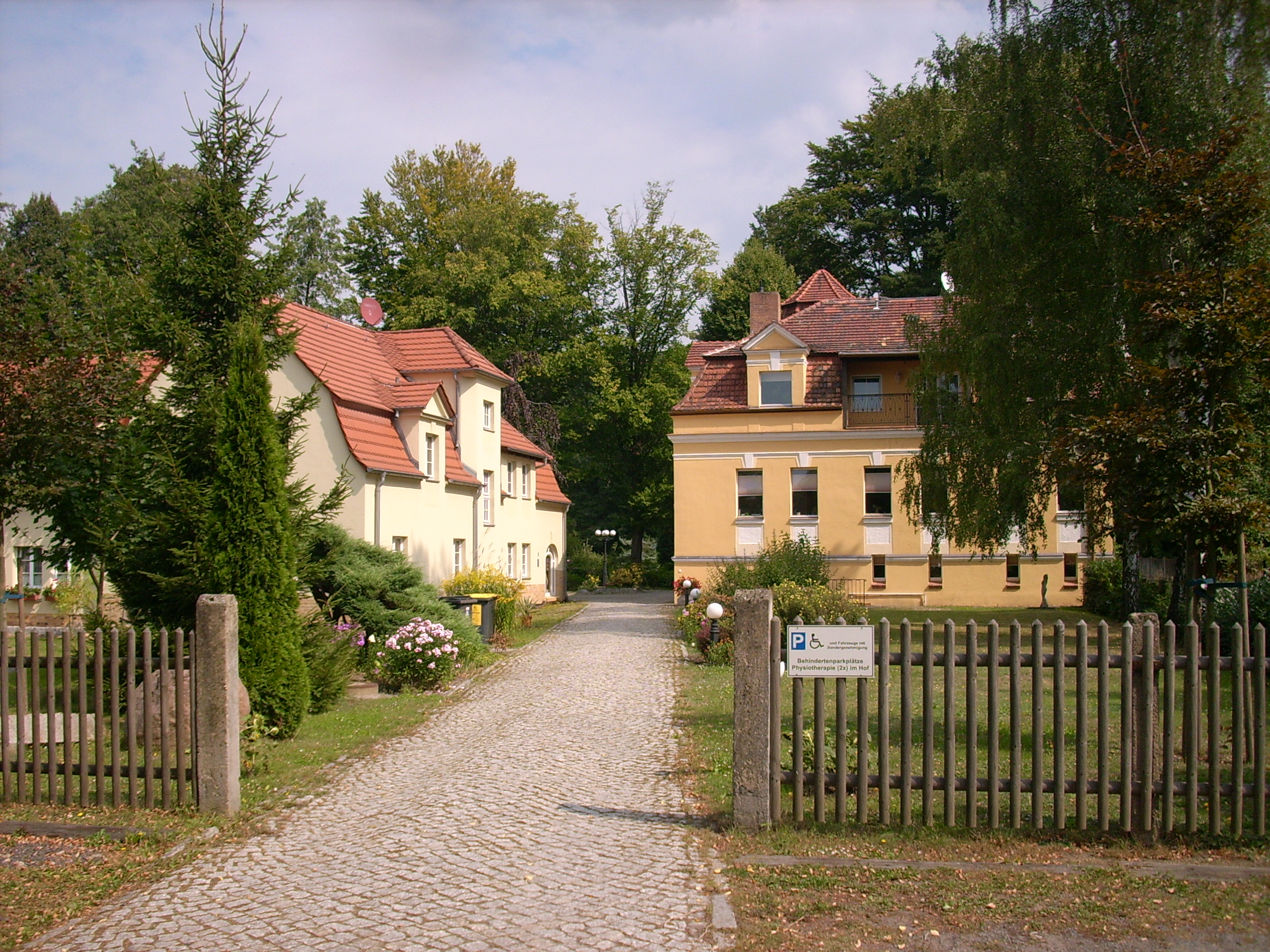

Ва́йсколльм или Бе́лы-Холмц (нем. Weißkollm; в.-луж. Běły Chołmcо файле) — деревня в Верхней Лужице, Германия. Входит в состав коммуны Лоза района Баутцен в земле Саксония. Подчиняется административному округу Дрезден.

## География
Находится примерно в десяти километрах восточнее города Хойерсверда и в трёх километрах южнее административного центра коммуны Лоза на обоих берегах реки Клайн-Шпре в южной части района Лужицких озёр. На юге от деревни находится Тшижонянское озеро и на востоке — Лазовское озеро. Через деревню проходит автомобильная дорога S108.
На другом берегу Лазовского озера находится западный отдел военного полигона «Верхняя Лужица».
Соседние населённые пункты: на юге — административный центр коммуны Лоза, на юго-востоке — деревня Тши-Жоны и на северо-западе — деревни Роголнь и Тыгельк.

## История
Впервые упоминается в 1419 году под наименованием Colmen.
С 1978 по 1994 года входила в коммуну Ригель. В 1994 году из деревни отделилась её часть под названием Тыгельк, которая приобрела статус самостоятельного населённого пункта. . С 1994 года входит в современную коммуну Лоза.
В настоящее время деревня входит в состав культурно-территориальной автономии «Лужицкая поселенческая область», на территории которой действуют законодательные акты земель Саксонии и Бранденбурга, содействующие сохранению лужицких языков и культуры лужичан.
Исторические немецкие наименования
- Colmen, 1495
- Colmen, 1521
- Kulmen, 1551
- Culmen, 1569
- Weiß Collm, 1768
- Colm, 1777
- Weiß-Colm, auch Weiß-Cullm, 1831

## Население
Официальным языком в населённом пункте, помимо немецкого, является также верхнелужицкий язык.
Согласно статистическому сочинению «Dodawki k statisticy a etnografiji łužickich Serbow» Арношта Муки в 1884 году в Белом-Холмце вместе с деревней Тыгельк проживало 580 человека (из них — 530 серболужичан (91 %)).
Лужицкий демограф Арношт Черник в своём сочинении «Die Entwicklung der sorbischen Bevölkerung» указывает, что в 1956 году при общей численности в 1 079 человек серболужицкое население деревни составляло 46 % (из них верхнелужицким языком владело 380 взрослых и 121 несовершеннолетний).
| 1825 | 1871 | 1885 | 1905 | 1925 |
| ---- | ---- | ---- | ---- | ---- |
| 128  | 188  | 131  | 121  | 119  |